# Warner Bros. Hotel
El WB Abu Dhabi, Curio Collection By Hilton o simplemente Warner Bros. Hotel es un hotel en Abu Dabi para el parque temático Warner Bros. World Abu Dhabi. Cuenta con 156 habitaciones y 156 apartamentos con servicios, y todas las habitaciones están inspiradas en personajes de la Warner como los Looney Tunes o DC Cómics, Originalmente se esperaba que el hotel abriera en el 2020, pero en diciembre de 2019 se anunció que el hotel abriría en 2021.

## Historia
Se informó por primera vez en noviembre de 2018, pero el diseño oficial no se publicó hasta diciembre de 2019. El 16 de enero de 2020, Miral Asset Management anunció a través de LinkedIn: "Nos complace anunciar que recientemente hemos logrado un hito importante en la construcción: el rematando el último hormigón para The WB Abu Dhabi Hotel".
El 11 de octubre de 2021 se reveló que el hotel sería operado por la empresa Curio Collection.
El WB - Abu Dhabi abriría sus puertas el 11 de noviembre de 2021.